# Route nationale 138
Pour les articles homonymes, voir Route 138.
La route nationale 138, ou RN 138, était une route nationale française reliant Rouen à Tours (elle est désormais transférée aux départements à l'exception d'une courte section à Rouen). Elle est dédoublée par l'A28.
Avant le déclassement de 1972, la RN 138 relie Rouen à Saintes via Saumur. Cette dernière portion a été en partie déclassée entre La Flèche et Niort en RD 938 puis renumérotée RN 147 entre Longué-Jumelles et Montreuil-Bellay et RN 150 entre Niort et Saintes. La section du Mans à Tours appartenait à la RN 158.

## Déclassements en 2006
- Eure : D 438
- Orne : D 438
- Sarthe : D 338
- Indre-et-Loire : D 938

## Tracé avant 2006: de Rouen au Mans (D 6138, D 438 & D 338)
Les communes traversées sont :
- Rouen (km 0)
- Bourgtheroulde-Infreville (km 27)
- Bosrobert (km 40)
- Brionne (km 45)
- Bernay (km 61)
- Broglie (km 72)
- Monnai (km 89)
- Saint-Evroult-de-Montfort (km 101)
- Gacé (km 103)
- Coulmer (km 105)
- Nonant-le-Pin (km 115)
- Marmouillé (km 119)
- Chailloué (km 121)
- Sées (km 127)
- Saint-Gervais-du-Perron (km 135)
- Valframbert (km 145)
- Alençon (km 150)
- Arçonnay (km 155)
- Béthon (km 159)
- Oisseau-le-Petit (km 160)
- Piacé (km 169)
- Juillé (km 170)
- Beaumont-sur-Sarthe (km 173)
- Saint-Marceau (km 178)
- La Bazoge (km 188)
- Le Mans (km 200)

### Sorties
- La Route Nationale 338 devient la Route Nationale 138.
- Échangeur entre RN 138 et A139 :  A13 (Paris), Évreux, Oissel
  -   Virage dangereux, limitation sur 1 km ; dans le sens A13-Rouen.
- D13 : Petit-Couronne, Grand-Couronne, Zone portuaire, Les Essarts, Moulineaux, Oissel
- D938 : Elbeuf, Orival, Les Essarts
  -   Fin de la Route Nationale 138, redirigé vers l'Autoroute A13.
  -   Avant réduction à 1 voie, à 200 m.
  -  Réduction de vitesse, à 100 m.
  -   Avant réduction à 1 voie.
- Échangeur entre RN 138 et A13 : Paris, Évreux, Amiens-Reims, Calais, Rouen - Est

## Tracé de 1972 à 2006: du Mans à Tours (D 338 & D 938)
Elle emprunte pendant quelques kilomètres le circuit des 24 heures depuis Le Tertre Rouge jusqu'à Mulsanne, formant alors la célèbre ligne droite des Hunaudières.
Les communes traversées sont :
- Le Mans (km 200)
- Mulsanne (km 214)
- Écommoy (km 223)
- Marigné-Laillé (km 230)
- Luceau (km 240)
- Château-du-Loir (km 242)
- Dissay-sous-Courcillon (km 247)
- Neuillé-Pont-Pierre (km 263)
- La Membrolle-sur-Choisille (km 276)
- Saint-Cyr-sur-Loire (km 279)
- Tours (km 282)

## Tracé avant 1972: de La Flèche à Saintes
La RN 138 faisait tronc commun avec la RN 23 du Mans à La Flèche.
- La Flèche D 308
- Clefs
- Baugé D 938
- Cuon
- Longué-Jumelles D 347
- Vivy
- Saumur
- Distré
- Le Coudray-Macouard D 347
- Montreuil-Bellay D 938
- Brion-près-Thouet
- Thouars
- Saint-Jean-de-Thouars
- Luzay
- Lageon
- Viennay
- Parthenay
- Pompaire
- Reffannes
- Exireuil
- Saint-Maixent-l'École D 938, où on rejoint la RN 11
- Niort D 650
- Beauvoir-sur-Niort
- Prissé-la-Charrière D 650
- Villeneuve-la-Comtesse D 150
- Loulay
- Saint-Denis-du-Pin
- Saint-Jean-d'Angély
- Asnières-la-Giraud
- Saint-Hilaire-de-Villefranche
- Vénérand
- Saintes D 150